# Stowarzyszenie Filistrów Korporacji Akademickich
Stowarzyszenie Filistrów Korporacji Akademickich – założony w 1983 r. w Poznaniu związek ideowo-wychowawczy łączący filistrów polskich korporacji akademickich.

## Historia

### Geneza i powstanie
W latach 1939–1989 działalność korporacji akademickich była zabroniona. Członkowie korporacji spotykali się jednak nieoficjalnie organizując okolicznościowe zjazdy i spotkania. Działalność ta ograniczała się zazwyczaj do grona członków jednej bądź kilku korporacji. Po raz pierwszy po wojnie inicjatywę nawiązania ściślejszych kontaktów między członkami różnych korporacji wysunięto dnia 13 marca 1980 r. w Poznaniu w trakcie komersu z okazji 60. rocznicy powstania Korporacji Magna-Polonia.
Myśl ta została podchwycona i zrealizowana kilka lat później. Jako moment powstania Stowarzyszenia przyjmuje się dzień 8 października 1983 r., kiedy z okazji wmurowania tablic upamiętniających korporacje Magna-Polonia oraz Lechia w krużgankach klasztoru oo. Dominikanów na okolicznościowym spotkaniu zebrało się 45 filistrów reprezentujących 15 poznańskich korporacji. Podjęto wtedy decyzję o ufundowaniu tablicy poświęconej wszystkim korporacjom zrzeszonym przed wojną w Poznańskim Kole Międzykorporacyjnym, a powołany do tego celu komitet miał także przystąpić do przygotowania formy organizacyjnej związku reprezentującego żyjących członków korporacji poznańskich.

### Lata 1983-1988
W ówczesnych realiach politycznych formalne zarejestrowanie Stowarzyszenia okazało się niemożliwe. Nie była także ustalona formalna struktura organizacyjna. W latach 1983–1989 pracami Stowarzyszenia kierowała grupa filistrów złożona z Zygfryda Kordusa (Magna-Polonia), dra Zygmunta Stryczyńskiego (Chrobria), dra Józefa Wojciechowskiego (Baltia), dra Kazimierza Kalawskiego (Helionia), Zdzisława Rembarza (Laconia) oraz Piotra Wójtowicza (Icaria).
Dzięki ich zaangażowaniu udało się w 1984 r. w krużgankach klasztoru oo. Dominikanów w Poznaniu wmurować tablicę poświęconą korporacjom poznańskim, a także zorganizowano dwa zjazdy filisterskie. W 1988 r. w czasie II Zjazdu Filistrów Poznańskich Korporacji Akademickich podchwycono myśl mec. Sylwestra Kubery (Lechia) o podjęciu zorganizowanych starań zmierzających do gromadzenia spuścizny korporacyjnej, a także zadecydowano o kontynuowaniu wysiłków zmierzających do formalnego powołania stowarzyszenia reprezentującego poznańskich korporantów.

### Rejestracja sądowa
Oficjalnie Stowarzyszenie mogło rozpocząć swoją działalność dopiero po czerwcowych wyborach 1989 r. Załączoną do wniosku rejestracyjnego do sądu listę założycielską podpisało 17 osób z 11 korporacji: Benedykt Guss, Stanisław Jesionowski oraz Zygfryd Wiktor Kordus (Magna-Polonia), Zbigniew Grandkowski (Lechia), Wiktor Andrzejewski (Posnania), dr Józef Krzyżaniak i Michał Lorkiewicz (Chrobria), dr Józef Wojciechowski (Baltia), Jan Sajdak (Silesia), Leon Taylor (Corona), Lech Działoszyński i Łukasz Jesse (Masovia), Sylwester Dominiak i Stanisław Dominikowski (Gedania Posnaniensis), Zdzisław Rembarz i Jan Witkowski (Laconia) oraz Piotr Wójtowicz (Icaria).
Oficjalna rejestracja sądowa pod nazwą "Stowarzyszenie Filistrów Poznańskich Korporacji Akademickich" nastąpiła ostatecznie dnia 8 kwietnia 1991 r. W tym okresie akces do Stowarzyszenia zgłosiło niemal 150 korporantów, przede wszystkim z korporacji poznańskich, a ponadto także korporacji lwowskich, gdańskich oraz cieszyńskiej Kujawji. W ślad za powołaniem poznańskiego związku filisterskiego i wzorując się na jego statucie powołano w 1993 r. w Warszawie Stowarzyszenie Filistrów Polskich Korporacji Akademickich.

### Lata 1991-2007

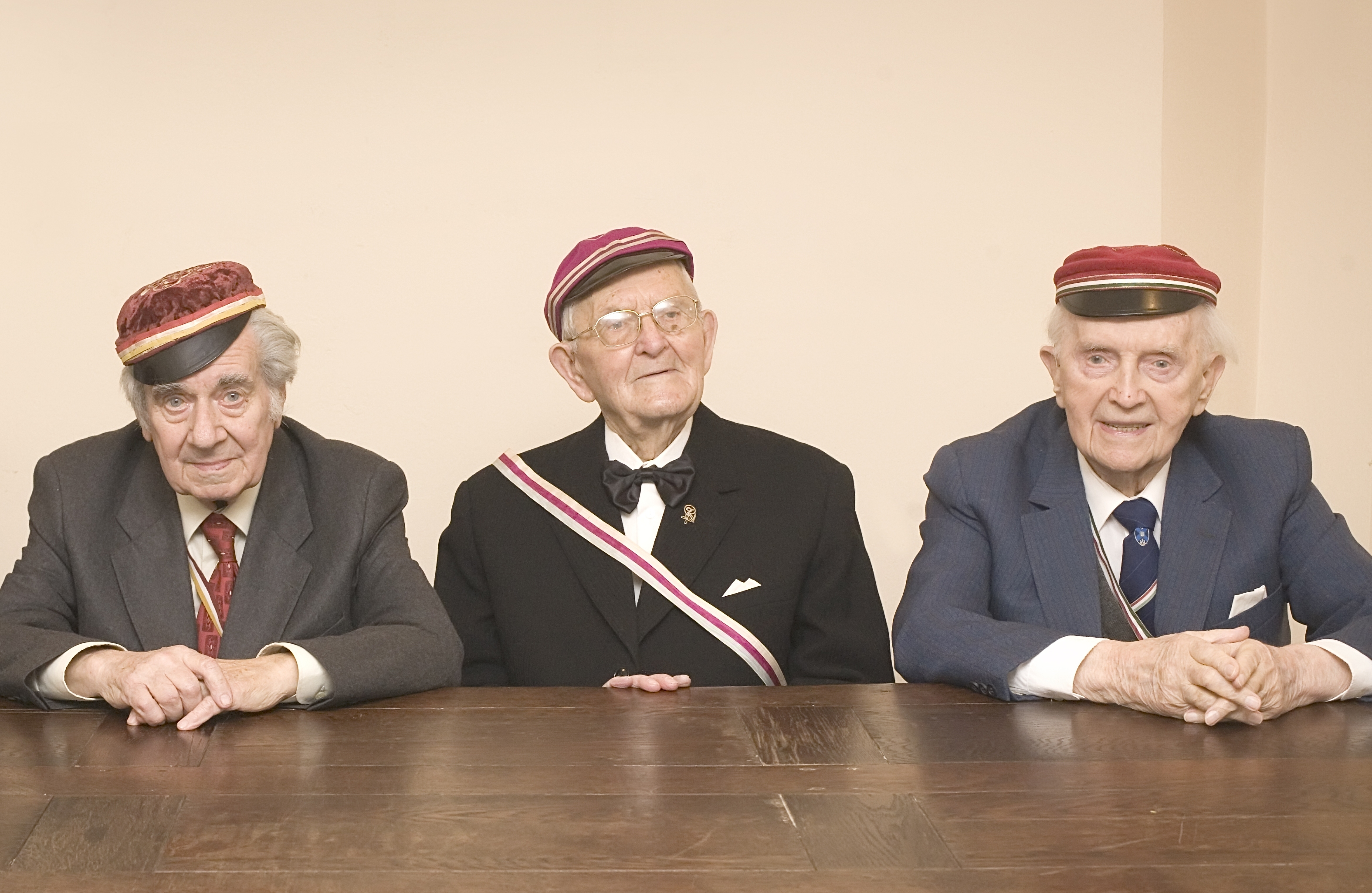
Prezesi Stowarzyszenia 1991-2007: od lewej dr Bolesław Skrzypczak (Baltia), Zygfryd Kordus (Magna-Polonia), prof. Lech Działoszyński (Masovia), kwatera Lechii, Poznań 3 XII 2008 r.

W tym okresie prezesami Stowarzyszenia byli: w latach 1991-1994 prof. Lech Działoszyński (Masovia), w latach 1994-1997 Zygfryd Kordus (Magna-Polonia) oraz w latach 1997-2007 dr Bolesław Skrzypczak (Baltia). W skład kolejnych zarządów wchodzili między innymi: Jan Kuczyński (Slavia), Ignacy Marinowicz (Kujawja) oraz Antoni Wierzchosławski (Masovia).
W latach 1989–2007 Stowarzyszenie prowadziło działalność integracyjną wśród przedwojennych członków korporacji akademickich organizując regularne comiesięczne spotkania, zjazdy filisterskie, a także wydając w latach 1992-2005 "Komunikaty Sprawozdawcze Stowarzyszenia Filistrów Poznańskich Korporacji Akademickich" (numery 1-33).
Od początku lat dziewięćdziesiątych zgodnie z celem statutowym swojej działalności Stowarzyszenie podejmowało różne działania zmierzające do "utrwalania w pamięci społeczeństwa ideowo-wychowawczego dorobku polskich korporacji akademickich ze szczególnym uwzględnieniem korporacji działających przy wyższych uczelniach Poznania w okresie międzywojennym". Nawiązano kontakty z władzami akademickimi oraz organizowano spotkania ze studentami. Ukazało się także kilka artykułów prasowych naświetlających historię, tradycje oraz możliwość reaktywacji przedwojennych korporacji.
W latach 1989–2007 Stowarzyszenie wspierało reaktywacje Lechii (1990-1993), Chrobrii i Baltii (2002), Magna-Polonii (2004), Masovii (2006) oraz Surmy (2008). Ponadto Stowarzyszenie znacząco przyczyniło się do odrodzenia Poznańskiego Koła Międzykorporacyjnego (2004-2006) oraz stworzenia Archiwum Korporacyjnego - Archiwum i Muzeum Polskich Korporacji Akademickich (2001). W końcu lat dziewięćdziesiątych Stowarzyszenie wspierało także reaktywację Związku Polskich Korporacji Akademickich.

## Stowarzyszenie obecnie

### Ideowość
Stowarzyszenie zrzesza filistrów polskich korporacji akademickich, którym bliski jest tradycyjny model ideowo-wychowawczy polskich korporacji akademickich. Profil Stowarzyszenia określony jest w Deklaracji Ideowej:
"Nawiązując do idei filomackich i filareckich oraz najlepszych tradycji polskich korporacji akademickich Stowarzyszenie Filistrów Korporacji Akademickich jako wspólną podstawę działania przyjmuje zasady Wiary Katolickiej, Patriotyzmu, Honoru, Nauki i Przyjaźni."
Stowarzyszenie stawia sobie za zadanie łączenie i integrowanie filistrów różnych korporacji akademickich i traktuje wskazane założenia ideowe jako drogowskazy działalności, pozostawiając swoim członkom możliwość ich interpretacji i realizacji we własnych korporacjach i w swoim życiu. Stowarzyszenie ma charakter apolityczny.

### Członkostwo
Do 2007 r. Stowarzyszenie jako jedyny w Polsce związek filisterski składało się wyłącznie z przedwojennych członków korporacji. Od 2007 r. przyjmowani są także młodzi filistrzy.
Obecnie Stowarzyszenie liczy niemal 100 członków z 30 polskich korporacji akademickich. W trakcie ponownej rejestracji sądowej w 2009 r., ze względu ze znaczną liczbę nowych członków z korporacji pozapoznańskich, nazwa Stowarzyszenia uległa przemianowaniu na "Stowarzyszenie Filistrów Korporacji Akademickich".

### Cele i działalność
Stowarzyszenie stawia sobie trzy cele: wspieranie ruchu korporacyjnego w myśl wartości ideowo-wychowawczych wyrażonych w Deklaracji Ideowej Stowarzyszenia, integrowanie środowiska korporacyjnego oraz utrwalanie w pamięci społeczeństwa ideowo-wychowawczego dorobku korporacji akademickich. Zgodnie z nimi Stowarzyszenie kontynuuje działania podejmowane w okresie wcześniejszym.

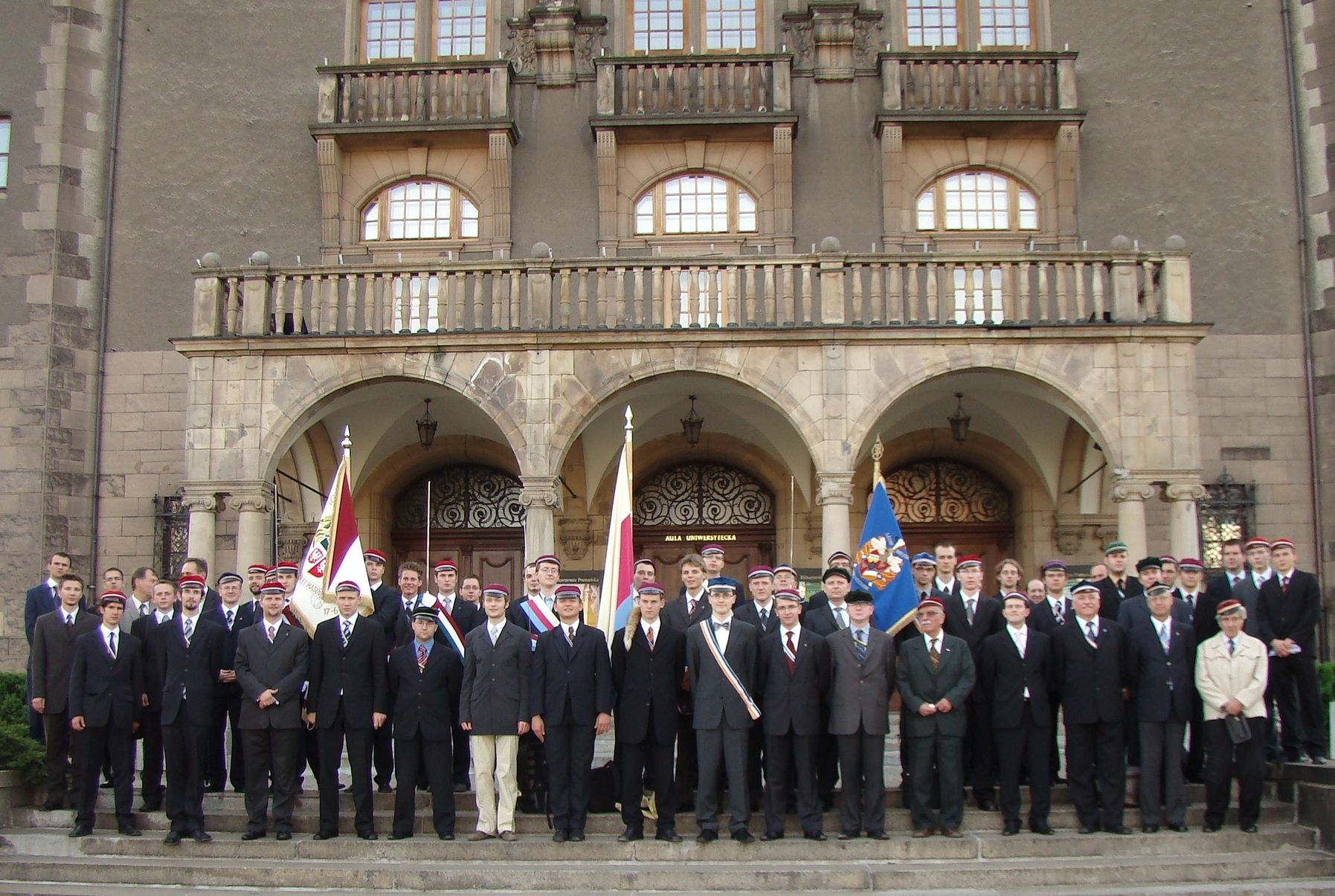
Przed reaktywacją Korporacji Surma, Komers LXXXVII-lecia Poznańskiego Koła Międzykorporacyjnego, przed Aulą UAM, Poznań 31 V 2008 r.

  Stowarzyszenie wspiera aktywności istniejących korporacji oraz reaktywację kolejnych konwentów: Surmy (2008), Romy (2009) i Arcadii (2010). Dla dalszego rozwoju ruchu korporacyjnego powołano w 2008 r. Fundację "Polskie Korporacje Akademickie". W 2009 r. wydano informator korporacyjny, w 2010 r. pierwszy rocznik korporacyjny.
Stowarzyszenie Prowadzi działalność integracyjną organizując regularne spotkania oraz wydając "Komunikaty Sprawozdawcze Stowarzyszenia Filistrów Korporacji Akademickich" (numery 34-37). Od 2009 r. przy Stowarzyszeniu działa Koło Pań organizujące towarzyskie spotkania w środowisku rodzin korporantów.
Stowarzyszenie podejmuje działania zmierzające do upamiętnienia tradycji przedwojennych korporacji akademickich. W tych ramach podjęło inicjatywę ufundowania w latach 2008-2014 trzech tablic pamiątkowych poświęconych przedwojennym polskim korporantom i korporacjom. W styczniu 2009 r. została odsłonięta pierwsza z tablic poświęcona korporantom-powstańcom wielkopolskim. Wiosną 2011 r. ma nastąpić odsłonięcie tablicy ku czci korporantów-rektorów Uniwersytetu Poznańskiego, a na 2014 r. planowane jest odsłonięcie tablicy poświęconej poległym, pomordowanym i zaginionym w latach 1939-1956 członkom korporacji akademickich. Stowarzyszenie wspiera i współpracuje z Archiwum Korporacyjnym.